# Любовь, пуля и ярость
«Любовь, пуля и ярость» (итал. Amore, piombo e furore) — вестерн режиссёра Монте Хеллмана, снятый в 1978 году. Главные роли исполнили Фабио Тести, Уоррен Оутс и Дженни Эгаттер.

## Сюжет
Стрелок Клейтон Драмм (Фабио Тести) ожидает исполнения смертного приговора в тюрьме, когда ему неожиданно предлагают помилование и крупную денежную сумму, если он согласится убить некоего Мэттью Сибанека (Уоррен Оутс), отказывающегося продавать свой участок железнодорожной компании. Клейтон принимает предложение и отправляется в путь.
Он находит Мэттью, но не пытается убить его, а вместо этого просит дать ему ночлег на пару дней. Мэттью Сибанек догадывается, что Клейтон работает на железнодорожную компанию и рассказывает, что когда-то тоже работал на них, убивая людей, но решил осесть. Через два дня Клейтон сообщает, что намерен уехать. В ночь перед отъездом молодая жена Мэттью Сибанека, Кэтрин (Дженни Эгаттер) изменяет ему с Клейтоном. Узнав об этом, Мэттью приходит в ярость, пытается застрелить уезжающего Клейтона. Кэтрин не даёт ему этого сделать, тогда он пытается задушить её, но та ударяет его ножом и оглушает скалкой. Считая, что убила мужа, Кэтрин следует за Клейтоном.
Клейтон и Кэтрин останавливаются в небольшой гостинице, где их замечает Вирджил, один из трёх братьев Мэттью Сибанека. Он первым открывает огонь, и Клейтон вынужден убить его ответным выстрелом. Тем временем, двое оставшихся братьев обнаруживают сильно раненого, но живого Мэттью. Чуть позже они привозят тело Вирджила. 
Мэттью, его братья и один из их знакомых пускаются в погоню. Клейтон и Кэтрин останавливаются в небольшом городке, том самом, где Клейтона собирались повесить. Клейтон возвращает железнодорожной компании полученный аванс, заявляя, что Мэттью Сибанек мёртв, но он не убивал его. На следующее утро в город приезжает Мэттью с братьями. В ходе завязавшейся перестрелки Клейтон получает ранение в ногу и вынужден скрыться. Кэтрин захватывают и везут домой.
Руководство компании, узнав, что Мэттью Сибанек жив, отправляет две группы стрелков — за Клейтоном и Мэттью. Стрелки находят Клейтона в борделе, но ему удаётся их убить, и он спешит на помощь Мэттью. Наёмники из засады успевают убить братьев Мэттью. Подоспевший к этому времени Клейтон убивает нападающих из винтовки с дальней дистанции.
Мэттью благодарен за помощь, но настаивает на поединке. Метким выстрелом Клейтон выбивает револьвер из руки Мэттью, но не убивает его. Клейтон уезжает, оставив Кэтрин вместе с Мэттью. Через некоторое время Мэттью и Кэтрин, погрузив своё имущество на повозку, поджигают дом и тоже уезжают.

## В ролях
| Актёр              | Роль                          |
| ------------------ | ----------------------------- |
| Фабио Тести        | Клейтон Драмм                 |
| Уоррен Оутс        | Мэттью Сибанек                |
| Дженни Эгаттер     | Кэтрин Сибанек                |
| Сэм Пекинпа        | писатель Уилбур Олсен         |
| Изабель Местрес    | жена Вирджила Барбара Сибанек |
| Жанрико Тондинелли | Джонни Сибанек                |
| Франко Интерленги  | Хэнк Сибанек                  |
| Чарли Браво        | брат Барбары Дюк              |
| Пако Бенллоч       | Вирджил Сибанек               |
| Сидни Лассик       | друг шерифа                   |
| Ричард Адамс       | шериф                         |
| Наталья Ким        | Кэсси                         |
| Ивонна Сентис      | проститутка                   |
| Романо Пуппо       | Зеб                           |
| Луис Прендес       | Уильямс                       |

## Работа над фильмом
Первоначальный вариант сценария был написан Ларри Коэном, но он не устроил Монте Хеллмана. По его просьбе Джерри Харви и Дуглас Вентурелли полностью переписали сценарий, оставив лишь основную идею насчёт пожилого мужа, молодой жены и измены. Финал сценария был переписан уже в ходе съёмок. Оба сценариста присутствуют в фильме (двое мужчин, сидящих на диване у входа в бордель). 
Съёмки фильма проходили на юге Испании, в пустынной местности, где было снято подавляющее большинство спагетти-вестернов.
Юридические сложности, связанные с совместным итало-испанским производством фильма и получением субсидии из бюджета Италии, привели к необходимости многочисленных прокатных ухищрений:
- Множество названий. «Amore, Piombo e Furore» для итальянского кинопроката, «Clayton Drumm» — для испанского. В США фильм выходил под названиями «Gunfighters», «Clayton and Catherine» и под изначальным названием «Cnina 9, Liberty 37».
- В титрах для итальянского проката в качестве режиссёра указан Антонио Брандт, на самом деле бывший ассистентом режиссёра. Также в итальянской версии были указаны Эннио де Кончини и Висенте Эскрива в качестве соавторов сценария, но на самом деле они не имели отношения к фильму.
- Монтаж был полностью выполнен Монте Хеллманом, но в титрах был указан Чезаре Д'Амико.
- Из-за возможных юридических осложнений пришлось отказаться от показа фильма на Каннском кинофестивале.